# فوسنانت
فوسنانت، (أو جدت في بريتون فوسنانت)هي بلدية في مقاطعة فينيستير في بريتاني في شمال غرب فرنسا. يحد فوسنانت  إلى الجنوب من قبل باي دي لا فوريت.
تقع على الساحل الجنوبي لفينيستير وتحدها كوميونات: بينوديت وبلوفين من الغرب، سان ايفارزيك من الشمال ولافوريت فوسنانت من الشرق.لديها15كم من الخط الساحلي على جانبها الجنوبي، مع شاطئ طويل يمتد غربًا بين رأسي بيج ميل وموسترلين، بالإضافة إلى كاب كوز المثالية إلى الشرق مباشرة في الجزء العلوي من باي دي لا فوريه، مما يجعل إنها مقصد سياحي شهير.تقع المدينة في قلب منطقة خصبة للغاية، وهي غنية بالبساتين وتعتبر مصدر أفضل نبيذ بريتون.كل شهر يوليو يتم الاحتفال به مع «فيت ديس بومير» (مهرجان أشجار التفاح)وهو حدث يستحوذ على وسط المدينة بالموسيقى والرقص والمسابقات المختلفة. تستضيف فوسنانت سوقًا شهيرًا في الشارع في ساحة البلدة وحولها كل صباح جمعة.

## تعداد السكان
يُطلق على سكان فوسنانت باللغة الفرنسية فوسنانت أيس .

## علاقات دولية
- توأمت مع ميربوش في ألمانيا

## روابط خارجية
- الموقع الرسمي نسخة محفوظة 24 يناير 2009 على موقع واي باك مشين. (بالفرنسية)
- قائمة وزارة الثقافة الفرنسية لـ Fouesnant (بالفرنسية)